# Station Driewegen-Ovezande
Driewegen-Ovezande was een halte aan de tramlijn Goes - Hoedekenskerke - Goes van de voormalige Spoorweg-Maatschappij Zuid-Beveland bij Driewegen en Ovezande in de provincie Zeeland.
Het stationsgebouw uit 1926 bestaat anno 2021 nog steeds.